# Education for All Handicapped Children Act

L’Education for All Handicapped Children Act (parfois EAHCA, EHA ou loi publique PL 94-142) est une loi votée par le Congrès des États-Unis en 1975. Cette loi dispose que toutes les écoles publiques qui reçoivent des fonds publics du gouvernement fédéral doivent fournir des facilités d'accès à l'éducation  équivalentes aux enfants sans handicap et aux enfants ayant un handicap physique ou mental. Ces écoles doivent concevoir un plan d'éducation tel que les enfants ayant un handicap puissent suivre une formation aussi proche que possible de celle des enfants sans handicap.
La loi fut révisée et renommée Individuals with Disabilities Education Act en 1990.